# Хуту (село)
Хуту́ (рос. Хуту) — село у складі Ванінського району Хабаровського краю, Росія. Входить до складу Уська-Орочського сільського поселення.

## Населення
Населення — 14 осіб (2010; 37 у 2002).
Національний склад (станом на 2002 рік):
- росіяни — 92 %